# Гардая
Гарда̀я (на арабски: غرداية, на берберски (мозабитски диалект): ⵜⴰⵖⴻⵔⴷⴰⵢⵜ, на френски: Ghardaïa) е град с едноименна община в централната част на Северен Алжир, административен център на едноименните област Гардая, околия Гардая и (единствената в нея) община Гардая.

## География
Разположен е на ок. 600 км южно от столицата на страната гр. Алжир, на последните южни склонове на Атласките планини, откъдето започва преходът към пустинята. Затова наричат града Вратата на Сахара.
Гардая има в градската си агломерация 92 937 жители, а населението на общината е 93 423 души по данни от преброяването на 14 април 2008 г.
Вследствие на рязко континенталния климат амплитудата на температурата е от +46 °С през деня до 0 °С през нощта. От март до май има пясъчни бури. Нерядко има наводнения след продължителни дъждове, като последното през октомври 2008 г. е довело до щети и жертви.

## Култура
Намира се в центъра на долината Мзаб (М'Заб), която заради самобитното ѝ берберско население (най-малката берберска народност в Алжир, наречена мозабити по името на долината) и неговите културни паметници е обявена за обект от списъка на световното наследство на ЮНЕСКО през 1982 г.
Основните забележителности са 5-те древни селища, съставили т.нар. Пентополис (Петоградие). Всяко от тях е ксар - селище на местно племе бербери, изградено на хълм от кирпич и камъни, укрепено за отпор на набезите на араби-номади. Те са създадени в периода от 1012 до 1350 г. Включват Бунура, Бени Исген, Гардая, Ел-Атуф, Мелика.

## Галерия
- Общ изглед
- Старият град (ксар)
- Укрепеният град със стените
- Главният площад
- Монумент за местната архитектура
- Сахара край Себсеб, 50 km на юг

## Личности
- Муфди Закария (1908-1977) – поет и писател, автор на химна на Алжир